# Akacjowy miód cedyński
Akacjowy miód cedyński – regionalny produkt pszczelarski, charakterystyczny dla powiatu gryfińskiego. 22 lutego 2013 wpisany na polską listę produktów tradycyjnych (zgłaszającym był Jan Olszański).

## Historia
Początki produkcji miodu cedyńskiego sięgają 2. połowy XX wieku. Podstawą stało się pięć rodzin pszczelich, które otrzymał w 1974 jeden z mieszkańców Klępicza z Produkcyjnej Spółdzielni Rolniczej w Boleszkowicach. Miód dystrybuowano w beczkach po 200 i 260 litrów. Używano i używa się nadal uli wielkopolskich – dwunastoramkowych w pasiece wędrownej. Jest ona ustawiana na terenie Cedyńskiego Parku Krajobrazowego i jego otuliny, najczęściej w rejonie Starej Rudnicy. Park charakteryzuje się licznie występującym drzewostanem robiniowym. 

## Charakterystyka
Miód musi posiadać konsystencje płynną i barwę jasno-słomkową, przezroczystą. Po dłuższym czasie (niecały rok) może ulegać krystalizacji. Wykręcony miód musi być dojrzały, czyli jeżeli ⅔ plastrów jest zasklepionych, to znaczy, że jest woda odparowana w takiej ilości, że miód nie sfermentuje (z wywiadu etnograficznego z mieszkańcami Morynia). 

## Nagrody i wyróżnienia
W 2012 miód cedyński zdobył 1. nagrodę w konkursie „Nasze Kulinarne Dziedzictwo – Smaki Regionów” (Poznań) w kategorii produktów i przetworów pochodzenia zwierzęcego (podkategoria Miody).